# Toyota bZ4X
La Toyota bZ (d'abord commercialisée sous le nom bZ4X de 2022 à 2025) est un SUV électrique du constructeur automobile japonais Toyota présenté en octobre 2021 et commercialisé en France à partir de 2022.

## Présentation

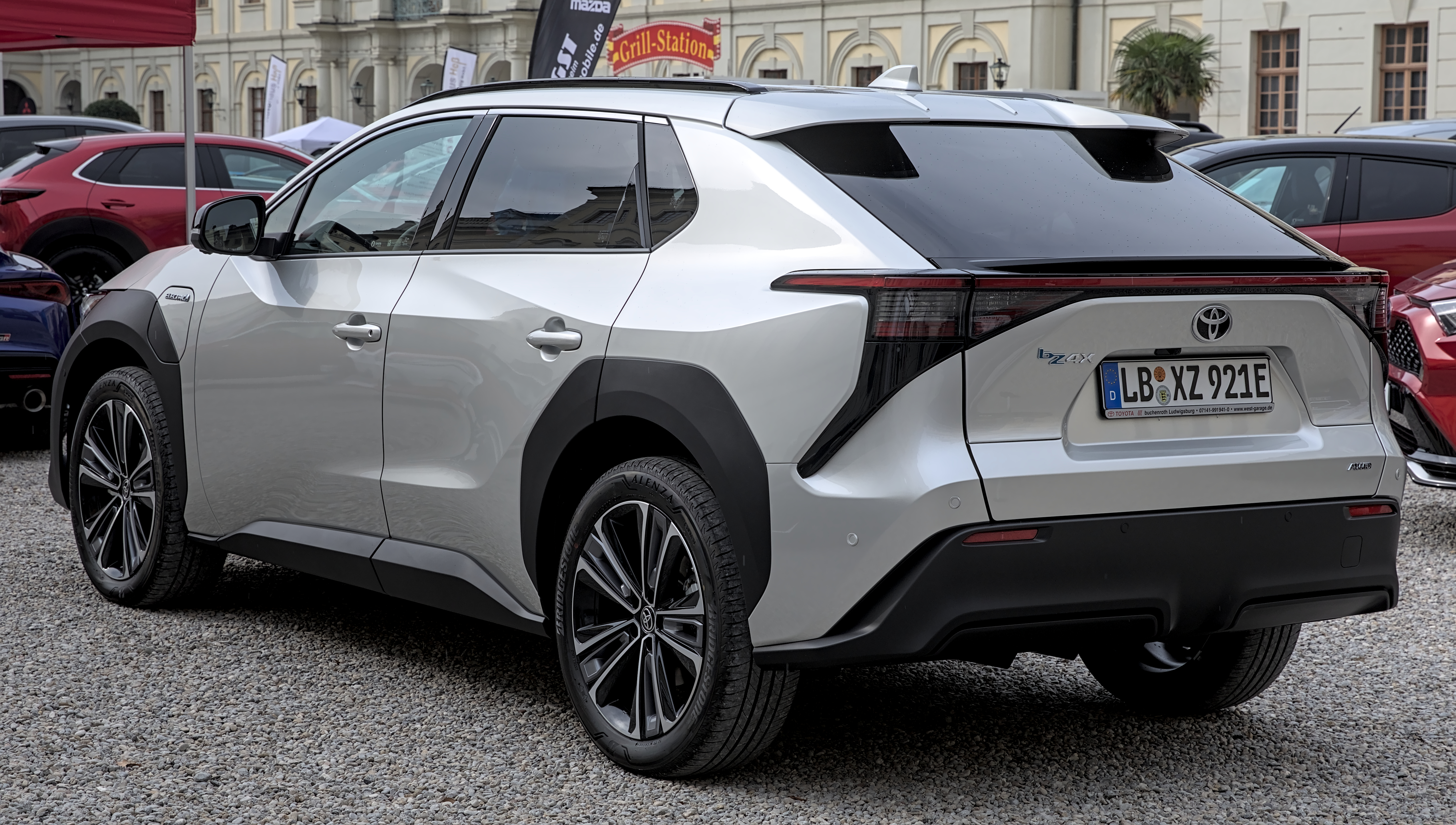
Toyota bZ4X

La bZ4X est le premier véhicule de la gamme Beyond Zero (« au-delà de zéro » en français) de Toyota, à l'instar de EQ chez Mercedes-Benz ou ID chez Volkswagen.
Son nom est composé du préfixe bZ pour Beyond Zero, suivi du 4 précisant la taille du véhicule dans la gamme du constructeur, et X (pour Cross en anglais) son positionnement au sein des SUV de Toyota.
Elle est présentée le 29 octobre 2021. Elle est précommandable en LLD en France février 2022, pour une commercialisation à partir de septembre 2022.
La bZ4X est l'une des sept finalistes pour le concours de Voiture de l'année 2023.
Lors de la présentation de la phase 2 en 2025, Toyota modifie le nom du modèle en abandonnant le suffixe 4X pour conserver seulement bZ, le nom précédent étant estimé trop complexe et de ce fait trop peu percutant. En effet, les autres modèles de la gamme électrique Beyond Zero ont d'ores et déjà abandonné la nomenclature en bZ, à l'image des nouvelles Toyota Urban Cruiser et CH-R+.

## Caractéristiques techniques

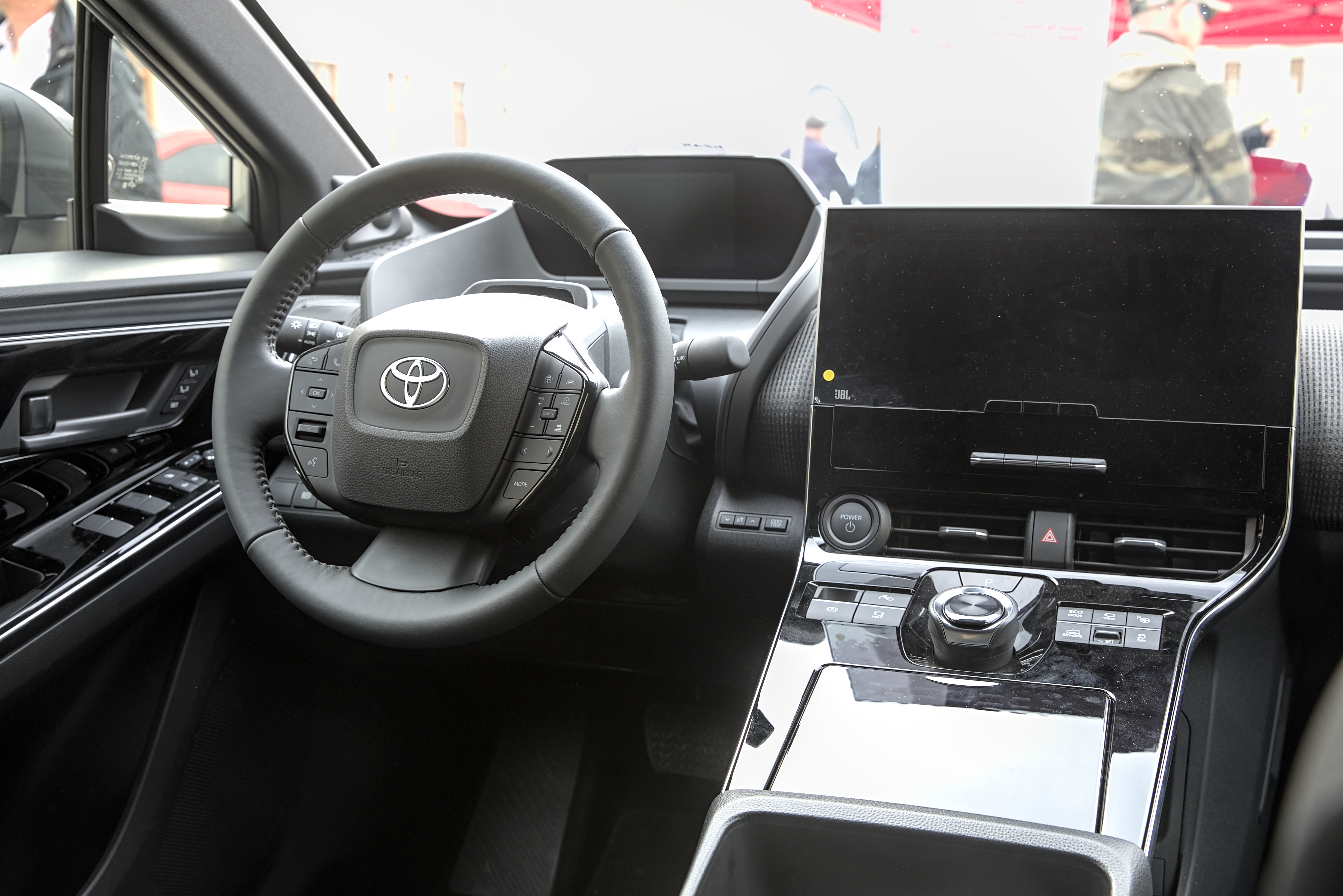
Planche de bord de la bZ4X

La bZ4X repose sur la plateforme technique modulaire e-TNGA développée en commun avec le constructeur Subaru pour son SUV Solterra. Elle est également utilisée par Lexus sur son RZ.

### Motorisation
La Toyota bZ4X est proposée en deux roues motrices avec un seul moteur électrique à l'avant de 204 ch (150 kW) et 265 N m de couple, ou bien en quatre roues motrices avec un moteur de 108 ch (80 kW) sur chaque essieu pour une puissance cumulée de 217,5 ch (160 kW) et 336 N m de couple.
En novembre 2022, un chargeur 11 kW remplace le précédent chargeur 6,6 kW.

### Batterie
Toutes les versions de la bZ4X sont alimentées par une batterie lithium-ion à refroidissement liquide d'une capacité de 71,4 kWh, pouvant être rechargée sur une borne de recharge rapide DC jusqu'à 150 kW via son port Combo CCS.
| Logo de Toyota              | Toyota bZ4X        | Toyota bZ4X        | Toyota bZ4X                 | Toyota bZ4X                 |                    |
| Logo de Toyota              | Pure               | Origin             | Origin AWD                  | Origin Exclusive AWD        |                    |
| --------------------------- | ------------------ | ------------------ | --------------------------- | --------------------------- | ------------------ |
| Puissance moteur (kW)       | 150                | 150                | avant : 79,8 arrière : 79,8 | avant : 79,8 arrière : 79,8 |                    |
| Puissance maximale (ch)     | 204                | 204                | 218                         | 218                         |                    |
| Couple maximal (N m)        | 265                | 265                | 336                         | 336                         |                    |
| Vitesse maximale (km/h)     | 160                | 160                | 160                         | 160                         |                    |
| 0-100 km/h (s)              | 7,5                | 7,5                | 6,9                         | 6,9                         |                    |
| Transmission                | Traction           | Traction           | Intégrale                   | Intégrale                   |                    |
| Masse à vide (kg)           |                    |                    |                             |                             |                    |
| Batterie                    |                    |                    |                             |                             |                    |
| Type                        | Lithium-ion        | Lithium-ion        | Lithium-ion                 | Lithium-ion                 |                    |
| Capacité (kWh)              | 71,4               | 71,4               | 71,4                        | 71,4                        |                    |
| Autonomie (km) - cycle WLTP | 461                | 461                | 422                         | 422                         |                    |
| Temps de recharge           |                    |                    |                             |                             |                    |
| sur une Wallbox 11 kW       | 10h45              | 10h45              | 10h45                       | 10h45                       |                    |
| sur une borne rapide 150 kW | 30 minutes (à 80%) | 30 minutes (à 80%) | 30 minutes (à 80%)          | 30 minutes (à 80%)          | 30 minutes (à 80%) |

## Finitions
Finitions au lancement en France :
- Pure[11] : en traction uniquement.
  - accès et démarrage mains-libres ;
  - assistant vocal ;
  - caméra de recul ;
  - climatisation automatique bi-zone ;
  - connectivité Apple CarPlay et Android Auto ;
  - écran central tactile de 8 pouces ;
  - feux et essuie-glaces automatiques ;
  - jantes en alliage de 18 pouces ;
  - pack Toyota Safety Sense (régulateur de vitesse adaptatif, aide au maintien dans la voie, alerte de franchissement de ligne, détecteur de fatigue, freinage d’urgence autonome avec reconnaissance des piétons, cyclistes et intersections, aide aux manœuvres d’évitement d’urgence) ;
  - projecteurs à LED ;
  - système de navigation connecté ;
  - tableau de bord numérique de 7 pouces.

- Origin (Pure +) : traction ou transmission intégrale[12].
  - chargeur à induction ;
  - écran central tactile de 12,3 pouces ;
  - hayon motorisé ;
  - projecteurs à LED adaptatifs ;
  - radars de stationnement ;
  - sièges avant chauffants.

- Origin Exclusive (Origin +) : en transmission intégrale uniquement.
  - caméras avec vue à 360 ° ;
  - surveillance des angles morts ;
  - système audio « premium » JBL ;
  - toit panoramique fixe.

## Concept car

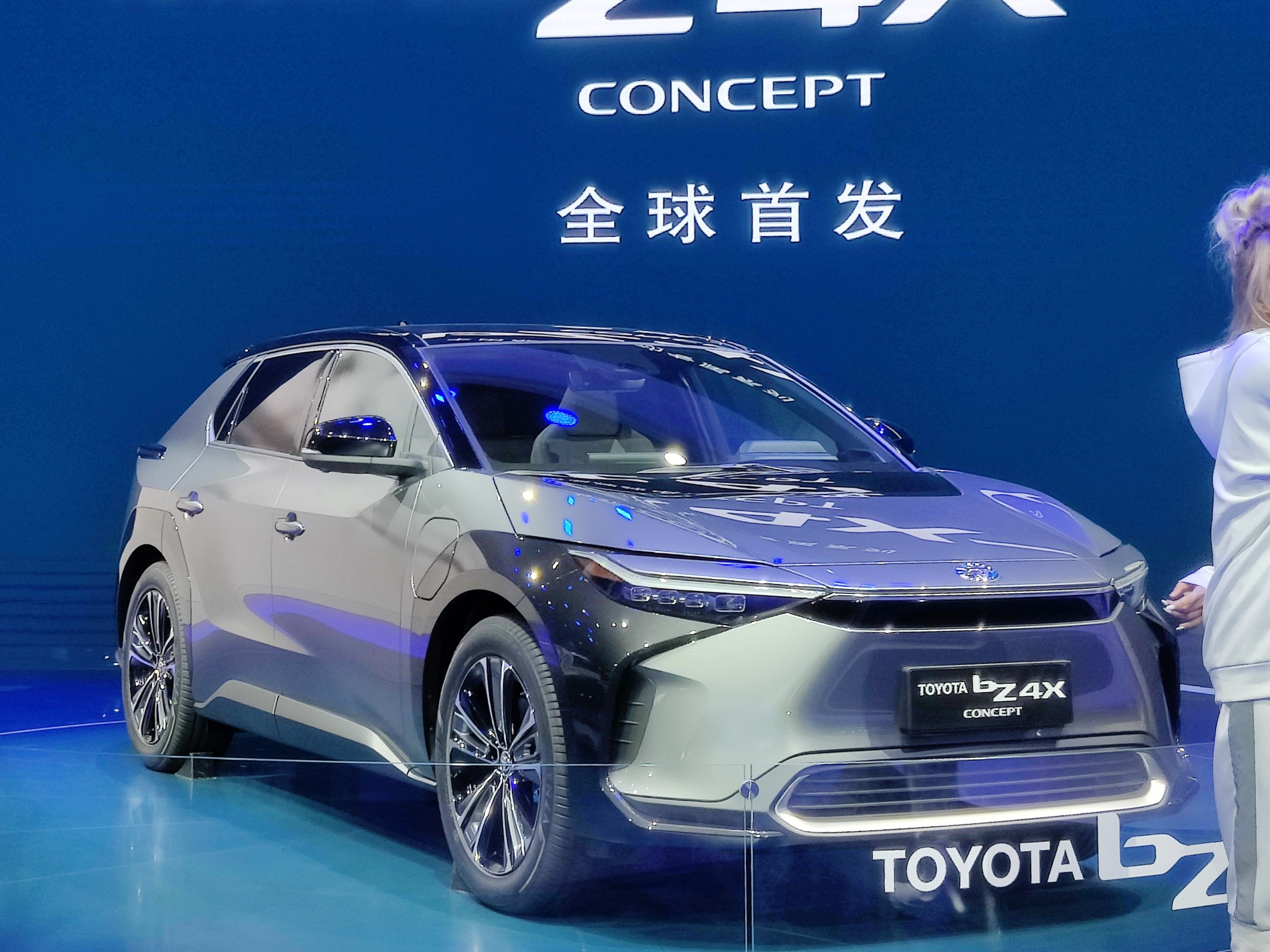
Toyota BZ4X Concept (2021)

La Toyota bZ4X est préfigurée par le concept car Toyota BZ4X Concept, très proche du modèle de série, présenté en avril 2021 au salon de l'automobile de Shanghai.